# Paraná d'Oeste (distrito)
Paraná D'Oeste é um Distrito que pertence ao Município de Moreira Sales, Conforme Lei n°. 4.730/63, 24/06/1963, publicado no Diário Oficial n°. 93 de 25 de Junho de 1963. 